# Комаров, Вениамин Павлович
Вениами́н Па́влович Комаро́в (1929 — ?) — кузнец-штамповщик Ярославского моторного завода, Герой Социалистического Труда (22.08.1966).
Родился в 1929 году в деревне (Ярославской области?).
В 1953 г. после службы в армии приехал в Ярославль. Работал в ЖКО треста № 14 сначала на заготовке древесины, затем в бригаде плотников.
В 1956 г. поступил в кузнечный цех Ярославского моторного завода помощником кузнеца, после обучения на курсах работал кузнецом-штамповщиком. С 1 января 1957 года — бригадир.
Благодаря рационализации его бригада на штамповке вала № 85 выполняла сменные задания на 160—170 % при экономии за год 20 тонн металла.
Герой Социалистического Труда (1966).
С начала 1970-х гг. мастер кузнечного цеха, руководил участком в составе 25 человек (7 механических молотов и 5 прессов холодной обработки металла).
В 1979 году вышел на пенсию по «горячему» стажу, но вскоре снова вернулся на завод на должность инструктора по производственному обучению.